# Olivier Thomert
Olivier Thomert (ur. 28 marca 1980 w Wersalu) – francuski piłkarz występujący na pozycji napastnika.

## Kariera klubowa
Olivier Thomert zawodową karierę rozpoczął w 1999 w drugoligowym UC Le Mans. W pierwszym sezonie występów w tym zespole Francuz rozegrał zaledwie trzy ligowe mecze. W kolejnych rozgrywkach na boisku zaczął pojawiać się jednak już znacznie częściej. W sezonach 2000/2001 oraz 2001/2002 o miejsce w składzie rywalizował między innymi z Danielem Cousinem oraz Didierem Drogbą. Łącznie w barwach Le Mans Thomert wystąpił w 43 spotkaniach.
Latem 2002 francuski napastnik podpisał kontrakt z RC Lens. W debiutanckim sezonie w nowym klubie Thomert zadebiutował w europejskich pucharach – najpierw w Lidze Mistrzów, a później w Pucharze UEFA. Wychowanek Le Mans pełnił jednak rolę rezerwowego, ponieważ w pierwszym składzie Lens miejsce mieli zapewnione Daniel Moreira i John Utaka. Miejsce w wyjściowej jedenastce Thomert wywalczył sobie w sezonie 2003/2004. Rozegrał wówczas 36 meczów w lidze, jednak strzelił w nich tylko pięć bramek. W kolejnych rozgrywkach duet napastników tworzyli Cousin i Utaka, natomiast Thomert ponownie zaczął siadać na ławce rezerwowych. Łącznie dla Lens francuski piłkarz rozegrał 134 pojedynki w Ligue 1, w których tylko dziewiętnaście razy wpisał się na listę strzelców.
W trakcie sezonu 2006/2007 Thomert przeniósł się do Stade Rennais w ramach wymiany za Oliviera Monterrubio. W Rennes o miejsce w składzie Francuz znów rywalizował z Johnem Utaką i Danielem Moreirą, a także z Jimmym Briandem. Latem 2007 z klubu odszedł Nigeryjczyk, jednak w jego miejsce przybył doświadczony Sylvain Wiltord. Mimo wszystko Thomert regularnie dostawał szanse gry od trenera Guya Lacombe’a. Od sezonu 2009/2010 jednak rzadko kiedy pojawiał się na placu gry, bowiem w linii ataku częściej grali Ismaël Bangoura, Asamoah Gyan, Moussa Sow oraz Jirès Kembo Ekoko.
Latem 2010 Thomert podpisał kontrakt z beniaminkiem hiszpańskiej Primera División – Hérculesem.
| Sezon   | Klub          | Kraj      | Rozgrywki        | Mecze | Bramki | Europejskie puchary                              | Mecze | Bramki |
| ------- | ------------- | --------- | ---------------- | ----- | ------ | ------------------------------------------------ | ----- | ------ |
| 1999/00 | Le Mans UC 72 | Francja   | Division 2       | 4     | 1      | –                                                | –     | –      |
| 2000/01 | Le Mans UC 72 | Francja   | Division 2       | 16    | 0      | –                                                | –     | –      |
| 2001/02 | Le Mans UC 72 | Francja   | Division 2       | 24    | 5      | –                                                | –     | –      |
| 2002/03 | RC Lens       | Francja   | Ligue 1          | 24    | 0      | Liga Mistrzów Puchar UEFA                        | 4 2   | 1 0    |
| 2003/04 | RC Lens       | Francja   | Ligue 1          | 36    | 5      | kw. do Pucharu UEFA Puchar UEFA                  | 2 3   | 0      |
| 2004/05 | RC Lens       | Francja   | Ligue 1          | 28    | 6      | –                                                | –     | –      |
| 2005/06 | RC Lens       | Francja   | Ligue 1          | 29    | 6      | Puchar Intertoto Puchar UEFA                     | 7     | 1      |
| 2006/07 | RC Lens       | Francja   | Ligue 1          | 17    | 2      | Puchar UEFA                                      | 3     | 0      |
| 2006/07 | Stade Rennais | Francja   | Ligue 1          | 11    | 0      | –                                                | –     | –      |
| 2007/08 | Stade Rennais | Francja   | Ligue 1          | 25    | 5      | Puchar UEFA                                      | 4     | 0      |
| 2008/09 | Stade Rennais | Francja   | Ligue 1          | 23    | 4      | Puchar Intertoto kw. do Pucharu UEFA Puchar UEFA | 2 1   | 0      |
| 2009/10 | Stade Rennais | Francja   | Ligue 1          | 2     | 0      | –                                                | –     | –      |
| 2009/10 | Le Mans UC 72 | Francja   | Ligue 1          | 4     | 0      | –                                                | –     | –      |
| 2010/11 | Hércules CF   | Hiszpania | Primera División | 18    | 1      | –                                                | –     | –      |
| 2012/13 | Le Mans FC    | Francja   | Ligue 2          | 15    | 2      | –                                                | –     | –      |